# 2022년 정동진독립영화제
제24회 정동진독립영화제는 2022년 8월 5일에 열린 시상식이다.

## 수상 및 후보

### 땡그랑동전상
- 빨간마스크 KF94 - 김민하 수상
- 벌레 - 김해리 수상
- 심장의 벌레 - 한원영 수상

### 단편
- 트랜짓 - 문혜인
- 쿠키 커피 도시락 - 강민지 외 2명
- 코끼리 뒷다리 더듬기 - 김남석
- 체험! 삶의 현장 - 노유경
- 저주소년 - 김진만 외 1명
- 온 우주의 영주에게 - 최성은
- 열쇠의 모든 것 - 양승욱
- 심장의 벌레 - 한원영
- 서울에도 오로라가 뜬다 - 이현경
- 새벽 두시에 불을 붙여 - 유종석
- 사랑합니다 고객님 - 김서윤
- 사람이 아닌 - 전성열
- 사라지는 것들 - 김창수
- 빨간 마스크 KF94 - 김민하
- 불청객 - 조현지
- 벌레 - 김해리
- 물어볼게요 - 전수인
- 면상 - 백선영 외 1명
- 맞담 - 김준형
- 리뷰왕 장봉기 - 신기헌
- 러브빌런 - 이옥섭
- 대리운전 브이로그 - 구교환
- 달려라 정이 - 박나나
- 귀군분투(鬼軍奮鬪) - 이도이
- 겨울 매미 - 정수진
- 각질 - 문수진

### 장편
- 말이야 바른 말이지 - 김소형 외 5명
- 듣보인간의 생존신고 - 김아현